# Kumatschowo (Kaliningrad, Selenogradsk)
Kumatschowo (russisch Кумачёво, deutsch Kumehnen) ist ein Ort in der russischen Oblast Kaliningrad. Er gehört zur kommunalen Selbstverwaltungseinheit Stadtkreis Selenogradsk im Rajon Selenogradsk.

## Geographische Lage
Das Dorf liegt in der historischen Region Ostpreußen, im mittleren Samland, etwa 22 Kilometer nordwestlich von Kaliningrad (Königsberg) und 18 Kilometer nordöstlich der Stadt Primorsk (Fischhausen).

## Geschichte

Kumehnen, nordwestlich der Stadt Königsberg und nördlich des Frischen Haffs, auf einer Landkarte von 1910

Bei dem bis 1946 Kumehnen genannten Ort handelt es sich um ein altes Kirchdorf. Eine Siedlung bestand hier schon zu prußischer Zeit. Der Ortsname dürfte zurückgehen auf das prußische Wort „kumetis = Bauer“, bezeichnet also ein Bauerndorf. Am 13. Juni 1874 wurde Kumehnen Verwaltungssitz und namensgebender Ort eines Amtsbezirks, der bis 1945 bestand. Er gehörte bis 1939 zum Kreis Fischhausen, von 1939 bis 1945 zum Landkreis Samland im Regierungsbezirk Königsberg der preußischen Provinz Ostpreußen im Deutschen Reich.
Am 18. August 1893 vergrößerte sich die Landgemeinde Kumehnen um das Mühlenetablissement Linkenmühle (heute nicht mehr existent) und zählte im Jahre 1910 insgesamt 507 Einwohner.
Am 30. September 1928 schlossen sich die Landgemeinde Kumehnen, die Landgemeinde Dallwehnen (russisch: Kamyschinka, nicht mehr existent) und der Gutsbezirk Galtgarben (ebenfalls untergegangen) zur neuen Landgemeinde Kumehnen zusammen, und am 17. Oktober 1928 wurde die Landgemeinde Spallwitten (nicht mehr existent) nach Kumehnen eingegliedert. Am 1. April 1929 folgte die Landgemeinde Nastrehnen (russisch: Kamyschinka, nicht mehr existent). Die so „angereicherte“ Gemeinde wies im Jahre 1933 insgesamt 736 Einwohner auf, im Jahre 1939 waren es dann 792.

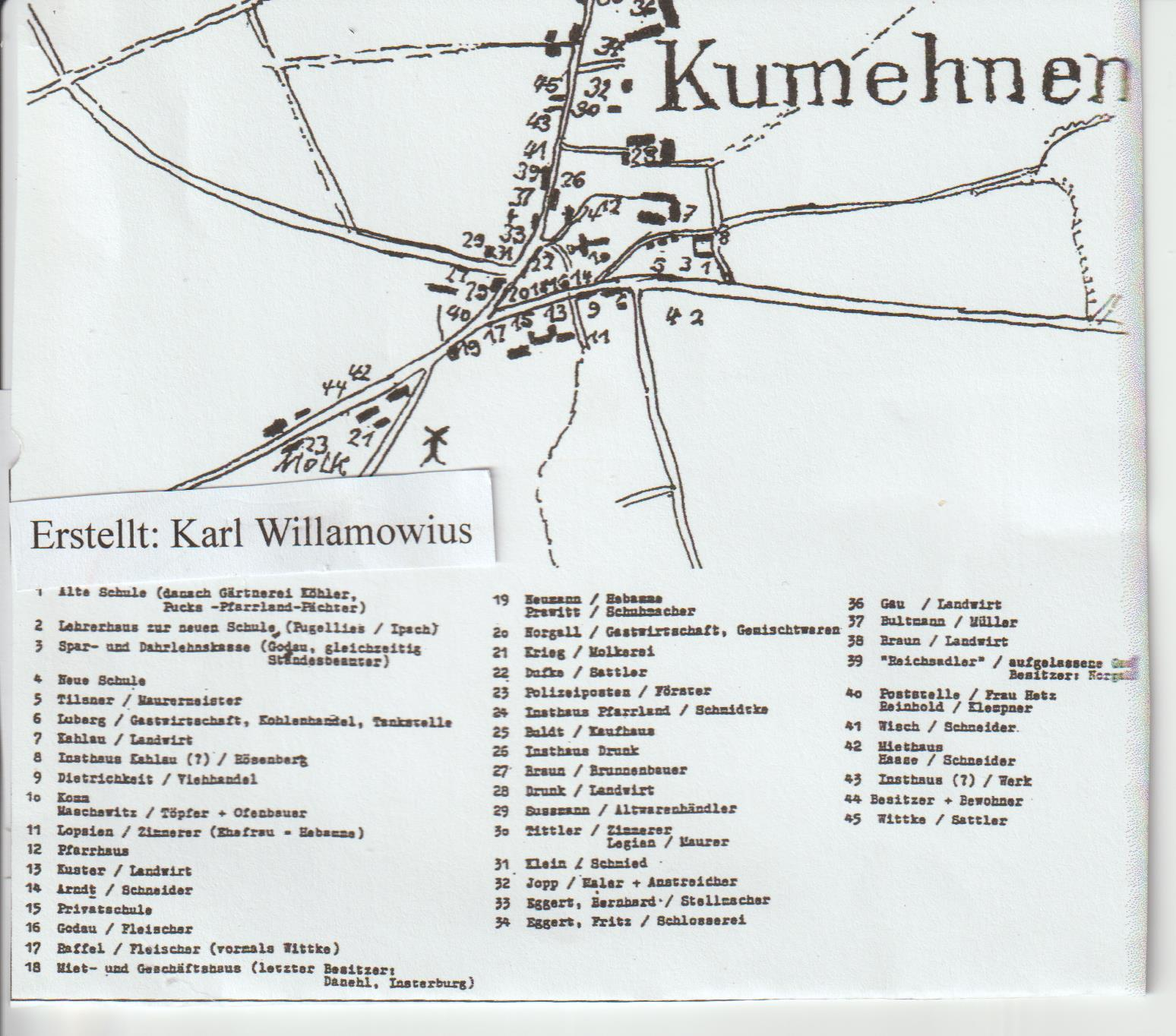
Ortsplan (Stand Anfang 1945)

Nach Beendigung der Kampfhandlungen des Zweiten Weltkriegs wurde Kumehnen im Jahre 1945 zusammen mit dem nördlichen Ostpreußen von der Sowjetunion unter eigene Verwaltung genommen. Im Jahr 1947 erhielt der Ort den Namen Kumatschowo und wurde gleichzeitig dem Dorfsowjet Pereslawski selski Sowet im Rajon Primorsk zugeordnet. Von 2005 bis 2015 gehörte Kulikowo zur Landgemeinde Pereslawskoje selskoje posselenije und seither zum Stadtkreis Selenogradsk.

## Amtsbezirk Kumehnen (1874–1945)
Zwischen 1874 und 1945 war Kumehnen Amtsdorf für den Amtsbezirk Kumehnen, dem anfangs 14 Kommunen (Landgemeinden (LG) und Gutsbezirke (GB)) zugeordnet waren:
| Name               | Russischer Name | Bemerkungen                                          |
| ------------------ | --------------- | ---------------------------------------------------- |
| Dallwehnen (LG)    | Kamyschinka     | 1928 in die Landgemeinde Kumehnen eingegliedert      |
| Galtgarben (GB)    |                 | 1928 in die Landgemeinde Kumehnen eingegliedert      |
| Groß Ladtkeim (LG) | Jasnowka        |                                                      |
| Hortlauken (GB)    |                 | in die Landgemeinde Groß Ladtkeim eingegliedert      |
| Kalk (GB)          |                 | 1897 in die Landgemeinde Pojerstieten eingegliedert  |
| Kobjeiten (LG)     |                 | 1928 in die Landgemeinde Pojerstieten eingegliedert  |
| Kotzlauken (LG)    | Tumanowka       | 1928 in die Landgemeinde Groß Ladtkeim eingegliedert |
| Kumehnen (LG)      | Kumatschowo     |                                                      |
| Linkenmühle (GB)   |                 | 1893 in die Landgemeinde Kumehnen eingegliedert      |
| Nastrehnen (LG)    | Kamyschinka     | 1929 in die Landgemeinde Kumehnen eingegliedert      |
| Pojerstieten (LG)  | Kolodzy         |                                                      |
| Siegesdicken (LG)  |                 | 1928 in die Landgemeinde Groß Ladtkeim eingegliedert |
| Spallwitten (LG)   |                 | 1928 in die Landgemeinde Kumehnen eingegliedert      |
| Wernershof (GB)    |                 | 1928 in die Landgemeinde Groß Ladtkeim eingegliedert |

Aufgrund der mannigfachen Umstrukturierungen bildeten am 1. Januar 1945 nur noch drei Gemeinden den Amtsbezirk Kumehnen: Groß Ladtkeim, Kumehnen und Pojerstieten. Von den anfangs 14 Ortschaften sind heute alle bis auf Kumehnen erloschen.

## Kirche

### Kirchengebäude

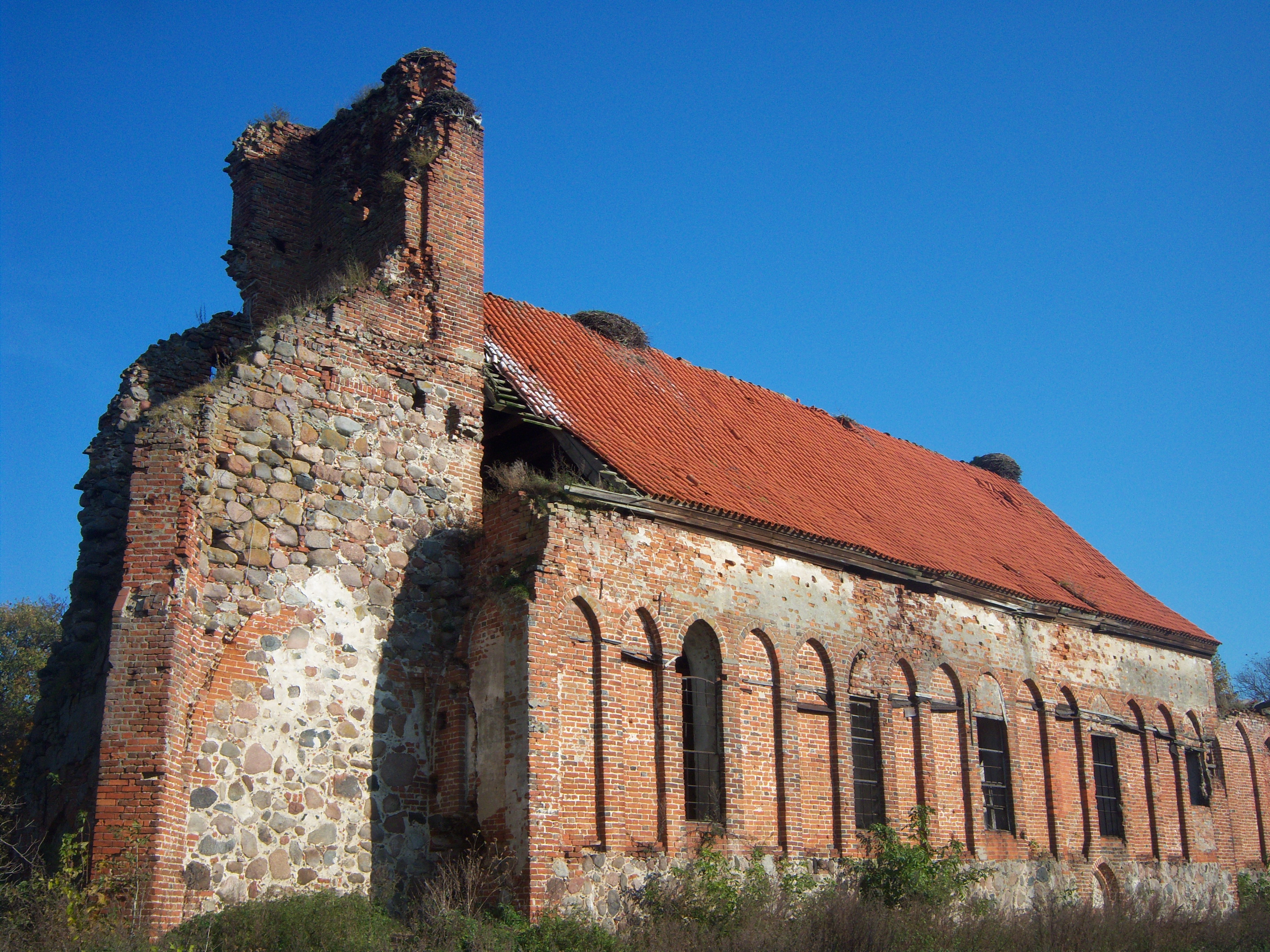
Kirchenruine Kumehnen in Kumatschowo

Bei der heute lediglich noch als Ruine erhaltenen Ordenskirche Kumehnens handelt es sich um einen gotischen Backsteinbau vom Ende des 14. Jahrhunderts. Das etwas niedrige Kirchenschiff entstand etwa 1390. Vorher gab es bereits eine Kapelle, die in den rechteckigen Chor einbezogen wurde, der somit der älteste Teil der Kirche ist. Der Unterbau des Langhauses wie auch des Turms besteht aus Feldsteinen. Der Turm wurde im 15. Jahrhundert um ein Stockwerk erhöht.
Die reiche Ausstattung des Gotteshauses barg wertvolle Stücke aus dem Mittelalter. Von ihr ist nicht mehr vorhanden. Die Kirche wurde in den 1950er Jahren zweckentfremdet und als Lagerhalle benutzt. Vom Turmunterbau ist 1989 die Westseite eingestürzt, vom Oberbau steht noch die Ostwand. Das Dach vom Chor ist eingestürzt, das vom Kirchenschiff zeigt starke Verfallsspuren. Es gibt heute Bestrebungen zum Erhalt und zur Restaurierung des bis 1945 evangelischen Gotteshauses. In der letzten Zeit wurde die Kirchenruine von örtlichen Freiwilligen restauriert.

### Kirchengemeinde
Die in vorreformatorischer Zeit gegründete Pfarrgemeinde war geographischer Mittelpunkt der Kirchen im Samland. Die Reformation hielt hier recht früh Einzug. Bis 1945 war Kumehnen Pfarrort für mehr als zwanzig Ortschaften mit mehr als 2300 Gemeindegliedern. Es gehörte zum Kirchenkreis Fischhausen (heute russisch: Primorsk) in der Kirchenprovinz Ostpreußen der Kirche der Altpreußischen Union.
Aufgrund von Flucht und Vertreibung der einheimischen Bevölkerung sowie der restriktiven Kirchenpolitik in der Sowjetunion kam das kirchliche Leben in Kumatschowo zum Erliegen. In den 1990er Jahren bildeten sich in der Oblast Kaliningrad neue evangelisch-lutherische Gemeinden. Die Kumatschowo am nächsten liegende Gemeinde ist die der Auferstehungskirche in Kaliningrad (Königsberg). Sie gehört zur Propstei Kaliningrad der Evangelisch-lutherischen Kirche Europäisches Russland.

## Verkehr
Durch den Ort verläuft die Kommunalstraße 27K-138 von Pereslawskoje (Drugehnen) nach Kruglowo (Polennen). Die nächste Bahnstation ist der Ostanowotschny punkt (Haltepunkt) „O.p. 20 km“ im fünf Kilometer entfernten Pereslawskoje (Drugehnen) an der Bahnstrecke Kaliningrad–Swetlogorsk, der früheren Samlandbahn.

## Persönlichkeiten
- Hartmut Dierschke (1937–2022), deutscher Vegetationskundler und Hochschullehrer